# Ernst Lohse
Ernst Christian Lohse (14. februar 1944 i København – 23. oktober 1994 sammesteds) var en dansk arkitekt og designer kendt for sin farverige postmodernistiske stil samt stiliserede land- og bylandskaber af traditionelle danske motiver. Sammen med arkitekten Bente Schaltz (i en periode alias Bente Lohse) havde han tegnestuen Grønne Studie ApS 1973-1990.

## Virke
Han er især kendt for sine arkitektoniske akvareltegninger af postmodernistiske bygninger, ofte baseret på mytologiske motiver. Han udførte også arkitektonisk designarbejde, fx en plakat til Kodak og DSB's årsplakat. I 1985 tegnede han en Vesterport byport til København, som stod på Strøget ved Københavns Rådhusplads.
I 1987 tegnede han en 26 meter lang tredimensionel frise til den centrale Slotsplads for Randers (frisen blev restaureret og genophængt i 2013). Han har også designet plakater, postkort, møbler, tekstiler, smykker, indretningsdesign og teaterscenografi (Maria Stuart for Teatret ved Sorte Hest).
I 1989-1992 tegnede han sammen med arkitekt Michael Freddie (f. 1946) Historiecenter Dybbøl Banke , som blev åbnet af Dronning Margrethe II af Danmark 18. april 1992. Bygningen er en af meget få decideret postmoderne bygninger i Danmark.
Hans arbejde blev bestilt af og udstillet i mange moderne kunstmuseer, herunder Centre Georges Pompidou, Paris 1984 og for Homo Decorans på Louisiana Museum for Moderne Kunst i 1985. Lohse udgav adskillige artikler om arkitektur (se afsnittet Publikationer nedenfor) og var sammen med Mette Winge forfatter til bogen Hvor smiler fager, en litterær guide til Danmark (1994).

## Privat
Han blev først gift 1. juli 1967 i Holte med Bente Susanne Schaltz (født 1. juni 1945 i Odense), men ægteskabet blev opløst 1. maj 1979. Ernst Lohse blev kort før sin død gift med sin samlever, Claus Philipsen.